# 盧氏異齒䲁
盧氏異齒䲁（學名：Ecsenius lubbocki），又稱盧氏無鬚䲁，為輻鰭魚綱鳚形目䲁科異齒䲁屬的一種，分布於東印度洋泰國普吉島海域，深度3至12公尺，本魚體延長，稍側扁，似圓柱狀；頭鈍短。前鼻孔具一鼻鬚；無眼上鬚及頸鬚，後犬齒，兩側各一個，側線無垂直孔對，身體淡棕色，有3條深棕色條紋，背部最細長；頭部褐色，背部中線兩側有小的、深色的、圓形或長橢圓形的斑點，背鰭硬棘11-12枚、背鰭軟條13-14枚、臀鰭硬棘2枚、臀鰭軟條15-16枚，體長可達4公分，棲息在沿海藻類覆蓋的礁石區、礫石區或珊瑚礁，單獨或成對出現，具領域性，雌魚產附著性卵，雄魚有護卵行為，幼魚為浮游性，生活習性不明。